# Nindorf (Dithmarschen)
 For alternative betydninger, se Nindorf. (Se også artikler, som begynder med Nindorf)
Nindorf er en by og kommune i det nordlige Tyskland, beliggende i Amt Mitteldithmarschen i den centrale del af Kreis Dithmarschen. Kreis Dithmarschen ligger i den sydvestlige del af delstaten Slesvig-Holsten.

## Geografi
Nindorf ligger øst for Meldorf ved Bundesstraße 431. Ud over Nindorf ligger også Farnewinkel i kommunen.

### Nabokommuner
Nabokommuner er (med uret fra nordvest) byen Meldorf og kommunerne Bargenstedt, Krumstedt og Wolmersdorf (alle i Kreis Dithmarschen).